# Sergey Smorodin
Sergey Smorodin, uzb. cyr. Сергей Смородин (ur. 15 lutego 1994 w Taszkencie, Uzbekistan) – uzbecki piłkarz, grający na pozycji bramkarza.

## Kariera piłkarska

### Kariera klubowa
Wychowanek klubu Paxtakor Taszkent, w drugiej drużynie którego w 2012 rozpoczął karierę piłkarską. W 2014 został wypożyczony do FK Andijon. Od samego początku był stawiany na trzeciego bramkarza drużyny, ale wkrótce po niepewnej grze głównego i drugiego bramkarza klubu miał szansę pokazać się. W tym sezonie rozegrał 12 meczów w pierwszej lidze. Po zakończeniu sezonu klub wykupił kontrakt gracza, ale postanowił zaprosić bardziej doświadczonego zawodnika na stanowisko bramkarza. FK Andijon awansował do Wyższej ligi, ale w 2014 roku bramkarz wystąpił tylko raz - w dniu 7 listopada 2014 roku przeciwko Neftchi Fergana. Po tym pojedynku kierownictwo Neftchi zainteresowało się nim, a po zakończeniu sezonu wykupił kontrakt Smorodina w Andiżanie. W lutym 2017 roku przeniósł się do ukraińskiego Czornomorca Odessa. W lutym 2018 został piłkarzem malediwskiego Club Green Streets.

### Kariera reprezentacyjna
Od 2011 debiutował w juniorskich reprezentacjach Uzbekistanu. Potem występował w młodzieżowych reprezentacjach.